# Serbes de Bosnie
Serbes de Bosnie ou, plus rarement, Serbes de Bosnie-Herzégovine (en serbe cyrillique : Срби у Босни и Херцеговини ; en serbe latin : Srbi u Bosni i Hercegovini) ou encore Serbes bosniens, sont des expressions désignant les Serbes vivant en Bosnie-Herzégovine. Les Serbes sont un des trois peuples constitutifs du pays, à côté des Bosniaques et des Croates de Bosnie-Herzégovine. Depuis la guerre de Bosnie-Herzégovine, ils sont très majoritairement regroupés dans la république serbe de Bosnie, où ils représentent près de 90 % de la population et les bosniaques représentent aussi une majorité forte de 80 % dans la fédération. Cette situation est due à une politique nationaliste et au nettoyage ethnique entre 1992-1995 qui a poussé tous les Serbes en république serbe et inversement les Bosniaques.

## Histoire

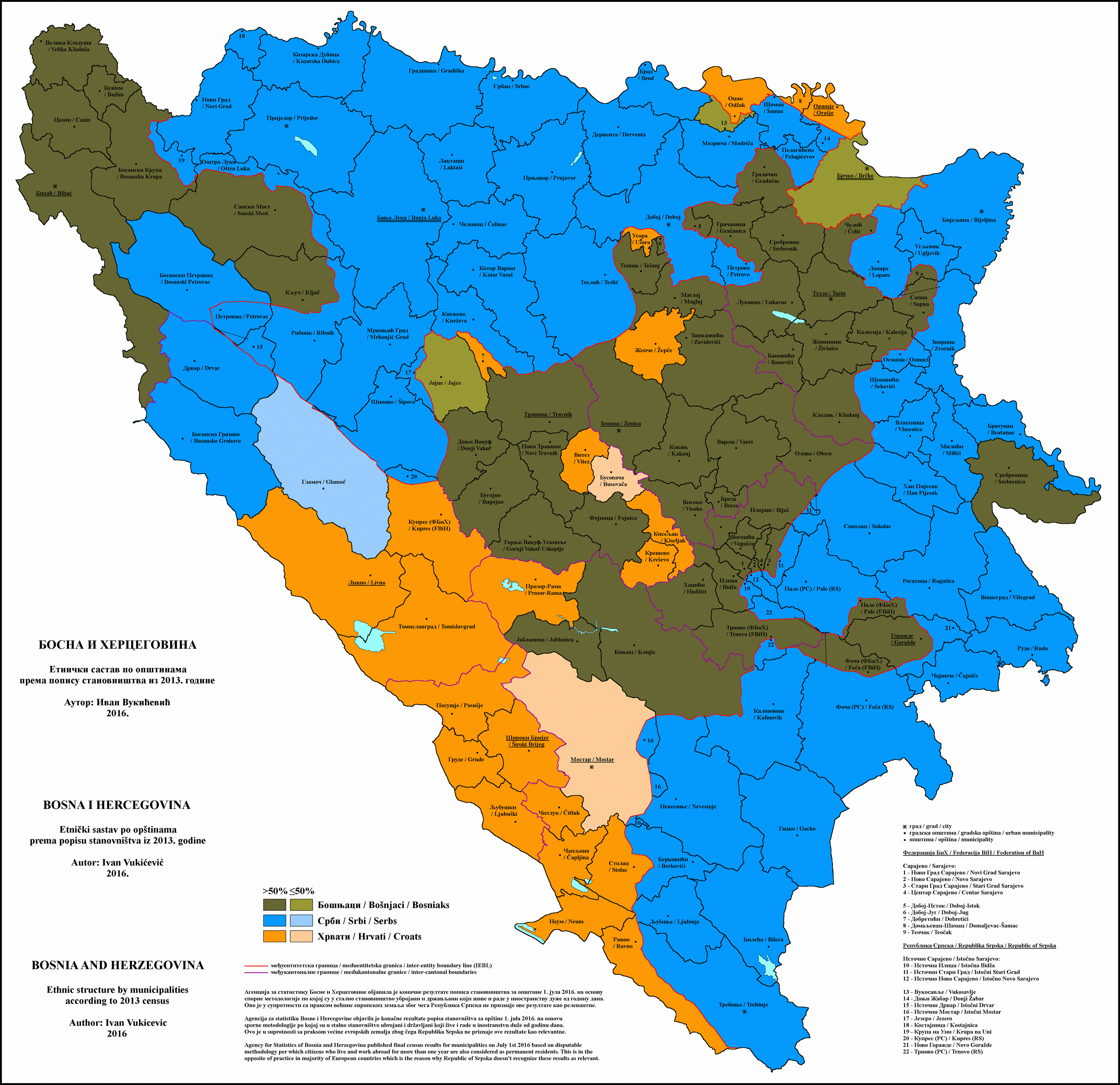
Carte ethnique par Municipalités de Bosnie-Herzégovine en 2013

## Culture
Parmi les Serbes les plus éminents de Bosnie-Herzégovine, on peut citer les écrivains Jovan Dučić, Petar Kočić, Aleksa Šantić, ou Branko Ćopić ; on peut citer le peintre Kosta Hakman, les historiens Jovan Deretić et Vladimir Ćorović et le réalisateur Emir Kusturica. Luka Vukalović a contribué à la libération de la Bosnie alors colonisée par l'Empire ottoman. L'ancien premier ministre serbe Zoran Đinđić est né à Bosanski Šamac[Lequel ?] et l'ancien  président de la république de Serbie, Boris Tadić est né à Sarajevo. Parmi les musiciens, on peut citer Zdravko Čolić, Nele Karajlić, Saša Lošić ou Goran Bregović.

## Démographie
Selon le recensement de 1991, les Serbes représentaient 31 % de la population totale de la Bosnie-Herzégovine[réf. nécessaire].